# Савків Богдан Павлович
Богдан Павлович Сáвків (нар. 8 травня 1933, с. Шульганівка, Україна — 03.07.2021) — український господарник, науковець, винахідник.

## Життєпис
Закінчив Львівський політехнічний інститут (1954, нині національний університет). Працював у Туркменістані, учасник відкриття, освоєння та введеня в експлуатацію найбільших у Середній Азії (1954), на нафтогазових родовищах: Котур-Тепе, Барса-Гальмімез, Барам-Алі (1954), завідувачем Качаніського нафтопромислу Охтирського нафтоуправліня Сумської області (1963), в об'єднані «Укргазпром»: старший інженер виробничого віділлу (1967), головним технологом, начальником служби підземного зберігання газу (1969).
Від 1998 — начальник сектору, головний фахівець із підземного зберігання газу в НАК «Нафтогаз України».

## Нагороди
- Почесний працівник газової промисловості УРСР (1989).
- Заслужений працівник промисловості України (1998).
- Академік нафтогазової академії (2000).

## Доробок
- Має близько 100 наукових праць та 10 винаходів.

### Книги
- «Нафта і газ України» (1997)
- «Нафтова і газова промисловість Прикарпаття» (К.—Краків, 2004; українськими та польськими мовами)